# Curt Unckel

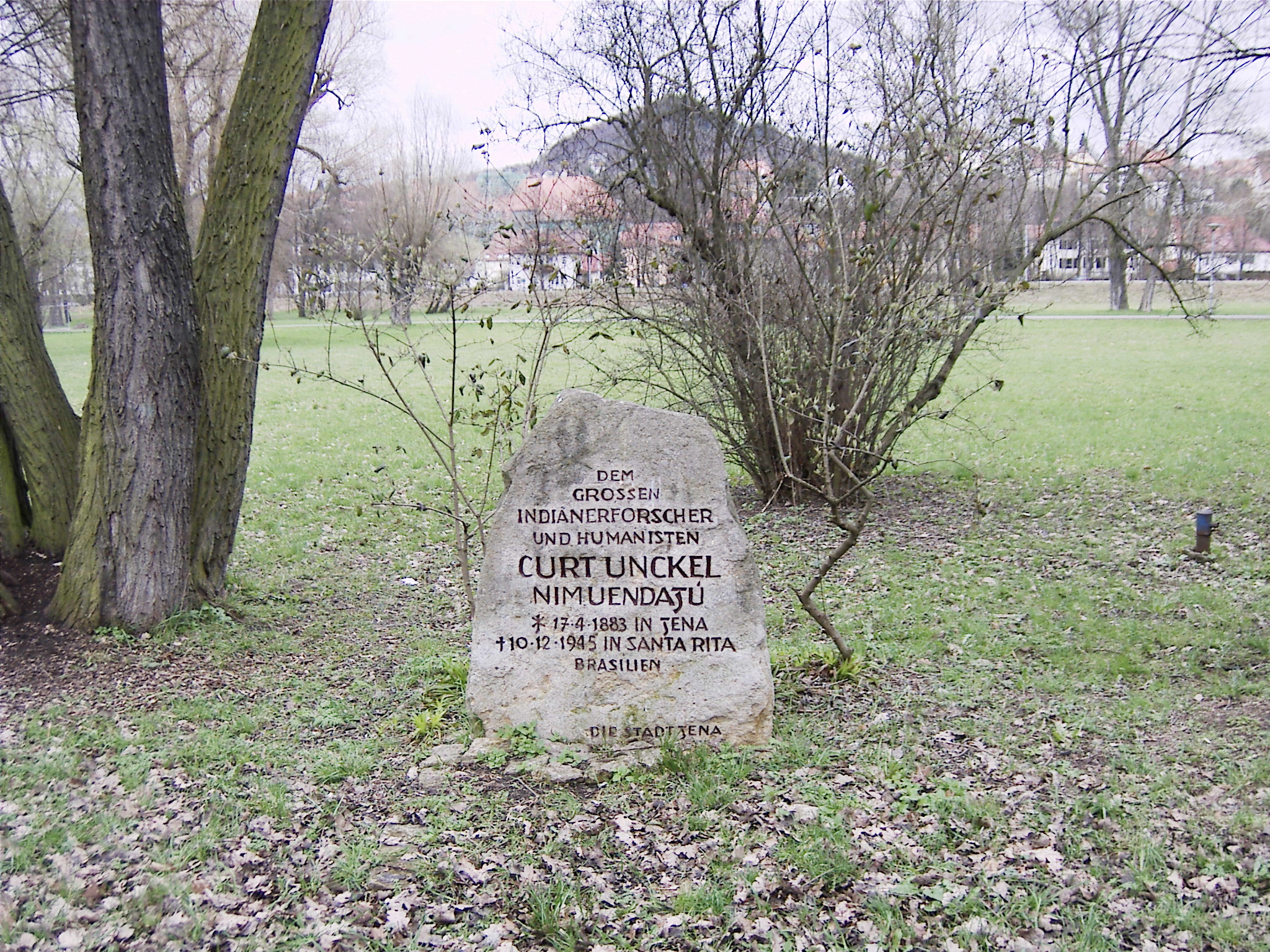
Gedenkstein für Curt Unckel im Paradiespark in Jena

Curt Unckel Nimuendajú (* 17. April 1883 in Jena; † 10. Dezember 1945 in Santa Rita do Weil, Brasilien) war ein deutsch-brasilianischer Ethnologe, der sein Leben der Erforschung und dem Wohl brasilianischer Indios widmete.

## Leben
Curt Unckel absolvierte bei der Firma Carl Zeiss in Jena eine Lehre zum Feinmechaniker. 1905 wanderte er nach Südamerika aus und widmete sein Leben fortan der Erforschung der indigenen Bevölkerung Brasiliens. Im Rahmen seiner Feldforschung lebte er gemeinsam mit den Indios, eine Gruppe von ihnen, die Chiripá, gab ihm den Namen „Nimuendajú“. Dies bedeutet übersetzt aus der Sprache Apapocuva „der, der seinen Platz gefunden hat“. Hieran ist ersichtlich, wie wohl Unckel sich unter der einheimischen Bevölkerung fühlte. Als Autodidakt erforschte er nicht nur die Sitten und Gebräuche der brasilianischen Ureinwohner, sondern erstellte auch Wortlisten und untersuchte die grammatische Struktur ihrer Sprache. Unckel besuchte in 40 Jahren mehr als 40 Stämme, vorwiegend im Amazonasgebiet. Hierbei sammelte er über 350 Sagen und fertigte Aufzeichnungen zu 20 indigenen Sprachen an. Sein Lebensziel war es, Religion und Kultur der Völker des tropischen Regenwaldes lebendig zu halten. Der Ethnologe Claude Lévi-Strauss erwähnt in seinem Werk Traurige Tropen die Untersuchungen Unckels bezüglich des Stammes Tupi-Kawahib im positiven Sinne und nennt ihn einen „Gelehrten [und] Ethnograph“. Die Archive und Unterlagen seiner Forschungen waren im Nationalmuseum Brasiliens untergebracht, wo sie bei einem Feuer im September 2018 zerstört wurden.

## Gedenken
In seiner Geburtsstadt Jena wurde ihm zu Ehren ein Gedenkstein errichtet, der sich im Paradiespark befindet. Dieser wird freiwillig betreut vom Jenaer Verein zur Pflege der indianischen Kultur e.V. Eine kleine Straße im Jenaer Südviertel wurde nach ihm benannt. Des Weiteren erinnert eine Tafel am Geburtshaus Unckels in der Wagnergasse 31 an den Ethnologen.